# Silvio Crespi

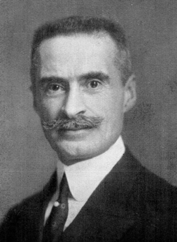
Silvio Crespi

Silvio Benigno Crespi (* 24. September 1868 in Mailand; † 15. Januar 1944 in Cadorago) war ein italienischer Unternehmer, Erfinder und Politiker.

## Werdegang
Der erstgeborene Sohn des Fabrikanten Cristoforo Benigno Crespi absolvierte zunächst ein Studium der Rechtswissenschaften und arbeitete dann im väterlichen Baumwollunternehmen mit, unternahm Studienreisen nach Frankreich, Großbritannien und Deutschland und arbeitete zeitweilig in Oldham, in der Maschinenfabrik Platt Brothers. 1906 übernahm er die Leitung des väterlichen Unternehmens, in das er 1889 eingetreten war.
Seit 1897 gehörte er der Abgeordnetenkammer an. Im Mai 1918 übernahm er das neu eingerichtete Ministerium für Lebensmittelversorgung und -verbrauch im Kabinett Orlando, das er bis Juni 1919 führte.
1920 wurde er von König Viktor Emanuel III. zum Senator ernannt. Er gehörte der katholisch-liberalen Gruppierung an. In seinen politischen Funktionen setzte er sich für das Verbot der Nachtarbeit ein, für die Verringerung der Arbeitszeit und den Jugendschutz. Er baute mit großem Aufwand die von seinem Vater gegründete Arbeitersiedlung Crespi d’Adda (seit 1995 UNESCO-Weltkulturerbe) aus. 
Crespi war der erste Präsident des italienischen Verbandes der Baumwollindustriellen, fungierte als Vorsitzender der Banca Commerciale Italiana und des Automobile Club di Milano. Als solcher setzte er sich für den Bau der Automobilrennstrecke von Monza (1922) und der Autobahn Milano-Laghi (1925) ein.
Crespi gehörte 1919 zu den Unterzeichnern des Friedensvertrages von Versailles. Er galt bis zur Insolvenz seiner Firma (1929) als einer der einflussreichsten italienischen Industriellen.